# Saltasaurus
Saltasaurus („ještěr z provincie Salta“) byl rod menšího sauropodního dinosaura z kladu Titanosauria. Žil v období geologického věku maastricht před asi 72 až 68 miliony let, tedy v období pozdní svrchní křídy. Jeho fosilie byly objeveny v argentinských provinciích Salta a Rio Negro a dále ve státě Uruguay (pokud se skutečně jedná o rod Saltasaurus).

## Rozměry
Saltasauři byli na poměry současných živočichů velmi mohutní tvorové, na poměry titanosaurních sauropodů ale byli naopak relativně malí. S. loricatus byl asi 8,5 metru dlouhý a kolem 2,5 tuny vážící býložravý sauropodní dinosaurus (podle jiných odhadů však dosahoval délky asi 12 metrů a hmotnosti přes 5 tun).

## Popis

Saltasaurus - velikost v porovnání s člověkem.

Saltasaurus byl charakteristický svojí vysokou lebkou, která se směrem k čenichu prudce snižovala. Podobně jako jiní zástupci čeledi Saltasauridae, i tento rod měl velkou prsní kost, poměrně krátký ocas a krk, zato však široký trup. Kromě kostěných pozůstatků z přibližně 20 exemplářů známe i jeho kostěné pancéřování, které mu chránilo hřbet a boky. To se skládalo z velkého množství malých kostěných desek a větších kostěných hrbolů. Nevýhodu malé velikosti mu vynahradila schopnost vztyčit se na delší dobu na zadní končetiny, přičemž se opíral o ocas. Podobné kostěné pancéřování, jaké měl Saltasaurus, už bylo zjištěné u mnoha dalších rodů a je pravděpodobné, že obrnění byli mnozí další dinosauři čeledi Saltasauridae. Krk saltasaurů a jiných titanosaurů bývá někdy zobrazovaný podobně jako krk rodu Diplodocus, tedy v jedné vodorovné linii s trupem. Takto ho sice titanosauři nejčastěji nosili po dobu chůze, je však pravděpodobné, že ho dokázali natáhnout i zdvihnout do korun stromů, i když ne tak prudce jako u čeledi Brachiosauridae. Svědčí o tom i velikost předních končetin, které nejsou o mnoho menší než zadní končetiny.

## V populární kultuře
Saltasaurus je hlavní "postavou" ve čtvrtém díle amerického televizního dokumentu Dinosaur Planet z roku 2003 (díl "Alfiino vejce", v českém vydání "Nebezpečný život saltasaura"). Patří k poměrně dobře známým rodům sauropodů.